# 딜루젼
딜루젼은 2011년 설립된 대한민국의 모바일 게임 회사로 2018년 7월 크래프톤(당시 블루홀)의 연합사로 합류했다. 
2018년 11월 블루홀이 크래프톤으로 변경하면서 사명을 딜루젼스튜디오에서 딜루젼으로 변경했다. 

## 게임

### 게임
- CASTLE BURN - THE CROWN LEAGUE (iOS/Android, 2017)
- GUARDIAN STONE (iOS/Android, 2014)
- JELLIPO - PUZZLE WITH ACTION (iOS/Android, 2012)
- STARRY NIGHT - JOURNEY OF TINY STAR (iOS, 2011)
- HOUSE OF MICE (iOS, 2011)

### 교육용 게임
- 에디의 수과학 놀이 (iOS/Android, 2012)
- 루피의 언어요리 놀이 (iOS/Android, 2012)
- COCOMONG'S LAB (iOS/Android, 2012)
- CHIRO'S HOME (iOS/Android, 2012)
- iPET - JAMES THE RABBIT (iOS/Android, 2012)